# Axel von Normann
Axel von Normann (* 22. März 1760; †  1835 in Franzburg) war ein schwedischer Regimentschef und später preußischer Generalmajor.

## Leben
Carl Axel Hugo von Normann war der älteste Sohn von Heinrich Christoffer von Normann (* 1731), Obrist im Psylanderhjelm'schen Regiment in Stralsund, und dessen Ehefrau Britta Christine Wetterwall.
Axel von Normann wurde Chef des königlich-schwedischen Leibregiments der Königin (Drottningens livregemente till fot), des späteren preußischen Füsilier-Regiment „Königin Viktoria von Schweden“ (Pommersches) Nr. 34. Als Schwedisch-Pommern 1815 durch den Wiener Kongress an Preußen kam, trat Normann als Generalmajor in preußische Dienste.
Er war in erster Ehe mit Johanna Friedericke Ramstahl und in zweiter Ehe mit Maria Amalie Luhde verheiratet. Sein zweiter Sohn aus erster Ehe Carl Heinrich Bogislaf (* 16. Juni 1787 in Stralsund) wurde Jurist und war verheiratet mit Gustava Justina Caroline Wilhelmine Ziemssen (1797–1866), Tochter des Theologen Johann Christoph Ziemssen.